# Владимир Богоевски
Владимир Богоевски (1. децембар 1953) је бивши југословенски одбојкаш и тренер.

## Биографија
Владимир Богоевски је рођен 1. децембра 1953. године у Скопљу.

### Играчка каријера
Почео је да игра одбојку за Студент из Скопља, потом је прешао у Вардар. Као део тог тима, освојио је првенство Југославије у сезони 1975/76. Године 1977. у саставу Вардара заузео је 4. место у Купу европских шампиона и био је проглашен за најбољег играча фајнал-фора. Осамдесетих година је играо у Немачкој за Гисен, у Шпанији за Реал Мадрид и Барселону.
Био је члан репрезентације Југославије с којом је два пута освајао бронзане медаље на Европском првенству: 1975. у Београду и 1979. у Паризу. Освојио је златну медаљу на Медитеранским играма у Сплиту 1979. За одбојкашку репрезентацију Југославије одиграо 257 утакмица.
Године 1980. био је у саставу одбојкашке репрезентације Југославије на Летњим олимпијским играма у Москви, која је заузела 5. место. Одиграо пет утакмица.
Бавио се и одбојком на песку, а 1984. године са западнонемачким одбојкашем Буркхардом Судеом учествовао је на два турнира у САД.

### Тренерска каријера
Тренерску каријеру започео је у Шпанији. Радио је са Тарагоном и Соном Амаром из Палма де Мајорке, са којима је освојио Куп Шпаније и 1984. године постао финалиста Купа победника купова. Од 1987. до 1990. тренирао је Барселону.
После Шпаније годину и по дана тренирао је грчки ПАОК. Касније је радио у Југославији, где је 1991. године са Партизаном из Београда освојио првенство и куп државе.
Године 1996. био је носилац заставе Републике Македоније на церемонији отварања Летњих олимпијских игара у Атланти.
У сезони 2006/07. био је тренер ПАОК-а.

## Успеси

### Играч
Вардар
- Првенство СФР Југославије (1) : 1976.

Југославија
- Бронза на Европском првенству 1975. Југославија.
- Бронза на Европском првенству 1979. Француска.

### Тренер
Селектор репрезентације Југославије од 1985 до 1992.
- Учешће на завршној фази три првенства Европе (1987, 1989, 1991)
- Две златне медаље на Балканијади у Грчкој и Југославији (1986 и 1988)
- Златна медаља на Универзијади у Загребу (1987)
- Сребрна медаља на Медитеранским играма у Атини ( 1991)

Партизан
- Првенство СФР Југославије (1) : 1991/92.
- Куп СФР Југославије (1) : 1991/92.